# Calle Tejares
La calle Tejares es uno de los ejes de la vida festiva de la ciudad española de Albacete. Forma parte de la zona de marcha más grande de la ciudad, La Zona. Su intensa actividad durante todo el día hace de ella una de las calles más famosas y concurridas de la capital. La fiesta se concentra a cualquier hora del día y sus terrazas congregan a miles de albaceteños y visitantes.

## Historia
Los humildes orígenes de esta calle datan de comienzos del siglo XX. En un principio sus casas tenían una sola altura y estaban habitadas por gente pobre. Las viviendas disponían de un corral con diferentes animales como conejos, gallinas o cerdos. En la época de matanza la calle se llenaba de estos animales. 
La calle estaba sin asfaltar y no tenía aceras, salvo un tramo construido por los propios vecinos con baldosas. El agua se obtenía a partir de un pozo situado en el corral. No había calefacción y las casas se calentaban con fuego. 
Con el tiempo mejoraron progresivamente las condiciones de la calle. Se instaló agua corriente, alcantarillado y se puso en marcha el servicio de recogida de basuras. Durante la guerra civil el ayuntamiento abrió la calle, permitiendo el acceso directo a un parque que se encontraba cerca. En esta calle se encontraba en el pasado la comisaría de policía. No había coches ni bicicletas, únicamente pasaban carros de caballería, y numerosos vendedores vendían en la calle toda clase de productos, desde aceite de oliva o miel hasta helados y castañas.[cita requerida]
La vía recibió el nombre de calle Roja debido a que fue un importante frente de resistencia antifranquista en defensa del gobierno republicano durante la dictadura.[cita requerida]

## La calle Tejares en la actualidad
La calle Tejares es en la actualidad el núcleo principal, junto con la calle Concepción, de la principal zona de copas de la ciudad: La Zona. Es completamente peatonal y está llena de terrazas, siendo una de las calles más concurridas de Albacete, donde la fiesta se concentra a cualquier hora del día. Además de su intensa vida nocturna, la caña con tapa a un precio reducido o tapeo es muy habitual en esta zona, lo que genera una gran actividad durante todo el día.